# В поисках чудо-меча
«В поисках чудо-меча» (итал. Quest For The Mighty Sword) — итальянский художественный фильм, вышедший на экраны в 1990 году, но часто датируемый и 1989 годом. Приключенческий фильм, сказка, также жанр фильма можно определить и как фэнтези. В фильме обыгрываются приключения принца Атора, популярной фигуры в итальянских киносказках. Фильм также известен под названием «Атор 4: В поисках чудо-меча» или просто «Атор 4».
Снял этот фильм известный режиссёр Джо Д'Амато, выступивший здесь под одним из своих многочисленных псевдонимов: Дэвид Хиллз. Главную роль принца Атора исполнил Эрик Аллан Крамер. Также следует отметить и актрису Лауру Гемсер, исполнившую роль волшебницы Гримильды. Просматривать этот фильм можно детям от 13 лет, но вместе с родителями.

## Сюжет
Когда-то в давние времена в этих землях Бог дал на время свой мощный меч королю Акиласа, чтобы тот мог справедливо править в своём королевстве. Через некоторое время Бог пожелал получить свой меч назад, но не тут то было — король скорее готов потерять свою жизнь, чем чудо-меч.
В итоге оружие правителем оказывается утраченным. Примерно в это же время богиня Дежамира, которая поручалась за короля, оказывается в добровольном плену — отныне она обычный человек, а спасти её и вернуть ей все её волшебные силы сможет только очень сильный и могущественный человек.
Принцу Атору только-только исполняется 18 лет, и он получает чудо-меч от волшебника-гнома Гриндла. Теперь Атор должен отправиться в путь, чтобы спасти Дежамиру и её приближённых. На пути к пленённой богине его ждут драконы и другие фантастические существа, враждебно настроенные к обычным людям.

## В ролях
- Эрик Аллан Крамер
- Маргарет Лензи
- Лаура Гемсер
- Донэл О'Брайен
- Дина Морроун
- Крис Мерфи
- Мариза Мелл